# Emil Väre
Emil Ernst Väre o Eemil Ernesti Väre, conegut com a Emil Väre, (Kärkölä, Gran Ducat de Finlàndia 1885 - íd. 1974) fou un lluitador finlandès, guanyador de dues medalles olímpiques.

## Biografia
Va néixer el 28 de setembre de 1885 a la ciutat de Kärkölä, població situada a la província de Finlàndia del Sud, que en aquells moments formava part del Gran Ducat de Finlàndia (ducat dependent de l'Imperi Rus) i que avui en dia forma part de Finlàndia.
Va morir el 31 de gener de 1974 a la seva residència de Kärkölä.

## Carrera esportiva
Va participar, als 26 anys, en els Jocs Olímpics d'Estiu de 1912 celebrats a Estocolm (Suècia), on va aconseguir guanyar la medalla d'or en la prova de pes lleuger en la modalitat de lluita grecoromana. En els Jocs Olímpics d'Estiu de 1920 realitzats a Anvers (Bèlgica), després de la interrupció olímpica a conseqüència de la Primera Guerra Mundial, aconseguí revalidar aquest metall en la mateixa categoria.
Al llarg de la seva carrera aconseguí guanyar una medalla en el Campionat del Món de lluita i una altra en el Campionat d'Europa (campionat encara no oficial), ambdues medalles d'or.